# Glypta limbata
Glypta limbata är en stekelart som beskrevs av Dasch 1988. Glypta limbata ingår i släktet Glypta och familjen brokparasitsteklar. Inga underarter finns listade i Catalogue of Life.